# Alejandro Figueroa
Alejandro Andrés Figueroa Irribarra (Concepción, Chile, 11 de mayo de 1980) es un exfutbolista chileno que se desempeñaba como centrocampista. 

## Trayectoria
Formado en las divisiones inferiores de Huachipato, debutó en el primer equipo acerero durante la temporada 2001.
En la Primera División de su país natal defendió las camisetas de Santiago Wanderers,Deportes Temuco, Lota Schwager y Provincial Osorno;mientras que en la Primera B, además de defender a Osorno y Lota, jugó por Universidad de Concepción, Ñublense, Deportes Concepción y Unión Temuco.
Se retiró en 2015 defendiendo la camiseta de Lota Schwager.

## Clubes
| Club                      | País  | Año       |
| ------------------------- | ----- | --------- |
| Huachipato                | Chile | 2001-2002 |
| Universidad de Concepción | Chile | 2003      |
| Provincial Osorno         | Chile | 2003      |
| Santiago Wanderers        | Chile | 2004      |
| Deportes Temuco           | Chile | 2005      |
| Ñublense                  | Chile | 2006      |
| Lota Schwager             | Chile | 2007      |
| Provincial Osorno         | Chile | 2008-2009 |
| Deportes Concepción       | Chile | 2010-2012 |
| Unión Temuco              | Chile | 2013      |
| Lota Schwager             | Chile | 2014-2015 |